# Thunder in the Sky
 (mai 2017).
Si vous disposez d'ouvrages ou d'articles de référence ou si vous connaissez des sites web de qualité traitant du thème abordé ici, merci de compléter l'article en donnant les références utiles à sa vérifiabilité et en les liant à la section « Notes et références ».
Thunder in the Sky est un EP du groupe Manowar sorti en 2009.

## Liste des titres

### Disque un
| No | Titre                                  | Crédit(s)     | Durée |
| -- | -------------------------------------- | ------------- | ----- |
| 1. | Thunder in the Sky                     | DeMaio, Logan | 4:27  |
| 2. | Let the Gods Decide                    | DeMaio, Logan | 3:40  |
| 3. | Father                                 | DeMaio        | 3:50  |
| 4. | Die with Honor                         | DeMaio        | 3:09  |
| 5. | The Crown and the Ring (Metal Version) | DeMaio        | 4:56  |
| 6. | God or Man                             | DeMaio, Logan | 4:55  |

### Disque deux
1. Татко (Father - version bulgare)
2. Otac (Father - version croate)
3. Isä (Father - version finlandaise)
4. Mon Père (Father - version française)
5. Vater (Father - version allemande)
6. Πατέρα (Father - version grecque)
7. Apa (Father - version hongroise)
8. Padre (Father - version italienne)
9. 父 (Father - version japonaise)
10. Far (Father - version norvégienne)
11. Ojciec (Father - version polonaise)
12. Pai (Father - version portugaise)
13. Tata (Father - version roumaine)
14. Padre (Father - version espagnole)
15. Baba (Father - version turque)

## Composition du groupe
- Eric Adams - chants
- Joey DeMaio - basse
- Karl Logan - guitare
- Donny Hamzik - batterie